# Damen Combi Freighter 4600
Der Damen Combi Freighter 4600 ist ein Serien-Frachtschiffstyp der Werft Scheepswerf Damen Hoogezand in Foxhol. Die für die Moormerländer Reederei Bojen gebauten Einheiten werden vom Eigner auch als Typ Oslo bezeichnet. Die Kaskos der Schiffe entstanden auf der anfangs mit der Schiffbaugruppe Damen Shipyards Group kooperierenden Werft Santierul Naval Galati in Galați, die 1999 als Damen Shipyards Galati in die Damen Shipyards Group integriert wurde und der Werft SevMash Predpriyatiye in Sewerodwinsk. Die Scheepswerf Damen Hoogezand, die die Einheiten der Serie komplettierte, wurde hingegen 2003 von der Damen Shipyards Group an die Schiffbaugruppe Waterhuizen Shipyard verkauft.

## Einzelheiten
Die Küstenmotorschiffe des Combi-Freighter-4600-Typs sind als Mehrzweck-Trockenfrachtschiffe mit weit achtern angeordnetem Deckshaus und einem langen Laderaum ohne eigenes Ladegeschirr ausgelegt. Der Typ verfügt über ein festes Deckshaus und über einen größtenteils kastenförmigen (box-shaped) Laderaum mit einem Rauminhalt von 5718 m3, in dem zwei versetzbare Schotten eingesetzt werden können. Die durchgehende Luke wird von Pontonlukendeckeln verschlossen, die einzeln von einem Lukenwagen geöffnet und verfahren werden können. Der Laderaum ist 62 Meter lang, 11 Meter breit und 8,43 Meter hoch. Die Tankdecke, die mit bis zu 18 t/m² belastet werden kann, ist für den Ladungsumschlag und Transport von Schwergut verstärkt. Es können insgesamt 213 20-Fuß-Containern (TEU) transportiert werden, 117 TEU im Laderaum und weitere 96 TEU auf den Lukendeckeln. Bei einer homogenen Beladung mit 14 Tonnen schweren 20-Fuß-Containern ist der Transport von bis zu 156 TEU möglich.
Angetrieben werden die Schiffe der Baureihe von einem Deutz-MWM-Sechszylinder-Viertakt-Dieselmotor des Typs TBD 645 L6 mit einer Leistung von rund 2220 kW, der über ein Untersetzungsgetriebe auf einen Verstellpropeller und einen Wellengenerator mit 750 KVA Leistung wirkt. Weiterhin stehen zwei Scania-DS9-Hilfsdiesel mit jeweils 154 kW Leistung und ein Valmet-420DSG-Notdiesel mit 70 kW Leistung zur Verfügung. Die An- und Ablegemanöver werden durch ein Bugstrahlruder unterstützt.
Die eisverstärkten Rümpfe wurden in Sektionsbauweise zusammengefügt. Die Schiffe haben einen über der Wasserlinie leicht ausfallenden Steven mit Wulstbug.
Die Einheiten der Combi-Freighter-4600-Baureihe werden vorwiegend in der kleinen und mittleren Fahrt im Transport von Containern eingesetzt. Sie sind aber für die weltweite Fahrt zugelassen und auch für den Transport von Massengütern, Massenstückgütern und kleineren Projektladungen geeignet.

## Ausrüstung derFehn Polluxmit Flettner-Rotor
Die 1996 gebaute Fehn Pollux wurde 2018 mit einem 18 Meter hohen Flettner-Rotor auf dem Vorschiff ausgerüstet. Dieses nach zwei Jahren Entwicklungszeit installierte System brachte bei Messfahrten unter optimalen Bedingungen mehr Schub als der Hauptantrieb der Schiffsschraube. Laut Auswertung der Messergebnisse lassen  sich, abhängig von der Schiffsgeschwindigkeit, zwischen 10 und 20 Prozent Treibstoff sparen.

## Die Schiffe (Auswahl)
| Damen Combi-Freighter 4600   | Damen Combi-Freighter 4600                                  | Damen Combi-Freighter 4600 | Damen Combi-Freighter 4600 | Damen Combi-Freighter 4600                                                     | Damen Combi-Freighter 4600 |
| Bauname                      | Bauwerft/-nummer                                            | IMO-Nummer                 | Ablieferung                | Auftraggeber                                                                   | spätere Namen und Verbleib |
| ---------------------------- | ----------------------------------------------------------- | -------------------------- | -------------------------- | ------------------------------------------------------------------------------ | --- |
| Mark C                       | SevMash Predpriyatiye/93057 Scheepswerf Damen Hoogezand/707 | 9100176                    | Juli 1996                  | Carisbrooke Shipping, Cowes Mark C Shipping                                    | 2004 Moritz, 2007 Mostein |
| Emily C                      | Scheepswerf Damen Hoogezand/708                             | 9100188                    | 11. Oktober 1996           | Carisbrooke Shipping, Cowes                                                    | 2004 Lukas, 2006 Leistein, 2010 Titran |
| Saar Liverpool               | Santierul Naval Galati/902 Scheepswerf Damen Hoogezand/714  | 9125683                    | Dezember 1996              | Reederei Bockstiegel, Emden W. Bockstiegel MS „Saar Liverpool“                 | 1996 A.B. Liverpool, 2014 Kertu, am 29. Oktober 2014 bei Oxelösund auf Grund gelaufen, im Dezember 2014 bei Fornæs Skibsophug in Grenaa verschrottet. |
| Saar Valencia                | Santierul Naval Galati/903 Scheepswerf Damen Hoogezand/715  | 9125695                    | Dezember 1996              | Reederei Bockstiegel, Emden W. Bockstiegel MS „Saar Valencia“                  | 1997 A.B. Valencia, 2014 Kerli |
| Saar Oslo                    | Santierul Naval Galati/904 Scheepswerf Damen Hoogezand/716  | 9125700                    | 24. Dezember 1996          | Reederei Bojen, Neermoor MS „Oslo“ Reederei Bojen GmbH & Co. KG                | 1996 Oslo, 2020 TC Glory |
| Saar Bilbao                  | Santierul Naval Galati/904 Scheepswerf Damen Hoogezand/719  | 9130200                    | Dezember 1996              | Reederei Bockstiegel, Emden W. Bockstiegel MS „Saar Bilbao“                    | 1997 A.B. Bilbao, 2014 Kaja |
| Saar Amsterdam               | Santierul Naval Galati/910 Scheepswerf Damen Hoogezand/739  | 9135731                    | Dezember 1996              | Reederei Bockstiegel, Emden                                                    | 1997 A.B. Amsterdam, 2007 Fehn Heaven, 2014 Fehn Pollux, 2021 Adria Kvarner, 2022 Goldy Seven                                                         |
| Saar Dublin                  | Santierul Naval Galati/910 Scheepswerf Damen Hoogezand/740  | 9135743                    | April 1997                 | Reederei Bockstiegel, Emden W. Bockstiegel MS „Saar Dublin“                    | 1997 A.B. Dublin, 2012 Fri Langesund, 2021 Norvaag |
| Alegra                       | Santierul Naval Galati/901 Scheepswerf Damen Hoogezand/713  | 9125671                    | Juni 1997                  | Saraco Shipping Company                                                        | 2007 Cedeira, 2018 Celtic Voyager, 2023 Rix Voyager                                                                                                   |
| Saar Lübeck                  | Santierul Naval Galati/912 Scheepswerf Damen Hoogezand/720  | 9130212                    | August 1997                | Fehn Shipmanagement, Leer                                                      | 1997 A.B. Lübeck, 2007 Fehn Sky, 2015 Fehn Luna, 2018 C. Epsilon                                                                                      |
| Tallin                       | Santierul Naval Galati/913 Scheepswerf Damen Hoogezand      | 9130224                    | September 1997             | Reederei Bojen, Neermoor Bojen MS „Tallin“ KG                                  | 2016 Allin, 2020 Beren Imamoglu |
| Helsinki                     | Santierul Naval Galati/914 Scheepswerf Damen Hoogezand      | 9130236                    | November 1997              | Reederei Bojen, Neermoor Bojen Schiffahrtsbetrieb GmbH & Co. KG, MS „Helsinki“ | 2018 TC Grace |
| Riga                         | Santierul Naval Galati/919 Scheepswerf Damen Hoogezand      | 9141376                    | Dezember 1997              | Reederei Bojen, Neermoor Bojen MS „Riga“ KG                                    | 2020 Dancing Queen |
| Kopenhagen                   | Santierul Naval Galati/920 Scheepswerf Damen Hoogezand/729  | 9167356                    | März 1998                  | Reederei Bojen, Neermoor Bojen Holding GmbH & Co.KG, MS „Kopenhagen“           | 2001 Hagen, 2015 Rover, 2020 Rix Explorer |
| Isabella                     | Santierul Naval Galati/926 Scheepswerf Damen Hoogezand/726  | 9141352                    | Juni 1998                  | Intersee Schiffahrtsgesellschaft, Haren (Ems)                                  | 1998 Isabella I, 2001 Isabella, 2012 Bella 1, 2015 Paul, 2020 Inge-B, 2022 Linde                                                                      |
| Johanne C                    | SevMash Predpriyatiye/- Scheepswerf Damen Hoogezand/718     | 9143269                    | Juni 1998                  | Carisbrooke Shipping, Cowes                                                    | 2008 Johanne, 2023 Sky Marine |
| Janet C                      | SevMash Predpriyatiye/- Scheepswerf Damen Hoogezand/717     | 9143257                    | Juni 1998                  | Carisbrooke Shipping, Cowes                                                    | 2008 Janet |
| Esmeralda                    | Santierul Naval Galati/918 Scheepswerf Damen Hoogezand/727  | 9141364                    | Oktober 1998               | -                                                                              | 2013 Nelli, 2015 Vitality, 2018 Falkfjord |
| Christina                    | Santierul Naval Galati/928 Scheepswerf Damen Hoogezand/730  | 9184811                    | Dezember 1998              | Consailer Conship                                                              | 2015 Christine, 2022 Day Blue |
| Jytte Bres                   | Santierul Naval Galati/941 Scheepswerf Damen Hoogezand/736  | 9195810                    | November 1999              | Rederiaktieselskabet Bres Shipping, Faaborg                                    | 2011 Antonia, 2019 Prima Viking |
| Lone Bres                    | Damen Shipyards Galati/- Scheepswerf Damen Hoogezand/737    | 9195822                    | Februar 2000               | Rederiaktieselskabet Bres Shipping IV, Faaborg                                 | 2012 Vingaren, 2021 Prima King |
| Daten: Equasis, grosstonnage |                                                             |                            |                            |                                                                                | |